# Thánh Giuse Cupertino
Giuseppe Desa còn được biết đến với tên Thánh Giuse Cupertino (tiếng Anh: Joseph of Cupertino, tiếng Ý: Giuseppe da Copertino; 17 tháng 6 năm 1603 – 18 tháng 9 năm 1663) là một linh mục, nhà thần bí và tu sĩ Công giáo người Ý dòng Anh Em Hèn Mọn Viện Tu (tiếng Anh: The Order of Friars Minor Conventual, viết tắt: O.F.M.Conv.). Ông được Giáo hội Công giáo Roma tôn kính là một vị thánh, lễ kính vào ngày 18 tháng 9 hàng năm.
Ông được biết đến là một người trì độn và đãng trí, khả năng học tập yếu kém và bị người khác khinh miệt. Sau một thời gian sống với các tu sĩ dòng Anh Em Hèn Mọn, làm công việc chăn nuôi gia súc cho nhà dòng, ông đã được gia nhập dòng Viện Tu (một nhánh của dòng Phan Sinh) vì đã gây ấn tượng với các tu sĩ với lối sống khiêm nhường và thánh thiện. Ông được học tập để trở thành một linh mục dù việc học đối với ông thật khó khăn. Nhiều kỳ ngộ kì diệu đã xảy đến giúp cho ông vượt qua các kì thi. Năm 1628, ông được thụ phong linh mục.
Ông nổi tiếng với phép lạ bay lơ lửng trên không lúc cầu nguyện và thường trải qua trạng thái xuất thần trong suốt cuộc đời. Trong cuộc điều tra để lập hồ sơ phong thánh, người ta ghi nhận có đến 70 lần ông bay bổng trên không.